# Ashkelon
« Ascalon » redirige ici. Pour les autres significations, voir Ascalon (homonymie).
Ashkelon ou Ascalon (en hébreu : אַשְׁקְלוֹן ašqelōn, en arabe : عسقلان ʿasqalān, en latin : Ascalo, en grec : Ασχαλων, Askalōn) est une ville d'Israël située sur la côte méditerranéenne, dans le district sud, au nord de la bande de Gaza. Elle se trouve à 54 km au sud de Tel-Aviv. Elle compte 149 176 habitants en 2022.
La ville, qui s'appelait Ascalon dans l'Antiquité, était appelée Al-Majdal ou Majdal (arabe: المجدل, hébreu: אל-מג'דל, מגדל) sous l'Empire ottoman et jusqu'en 1948.
.

## Histoire

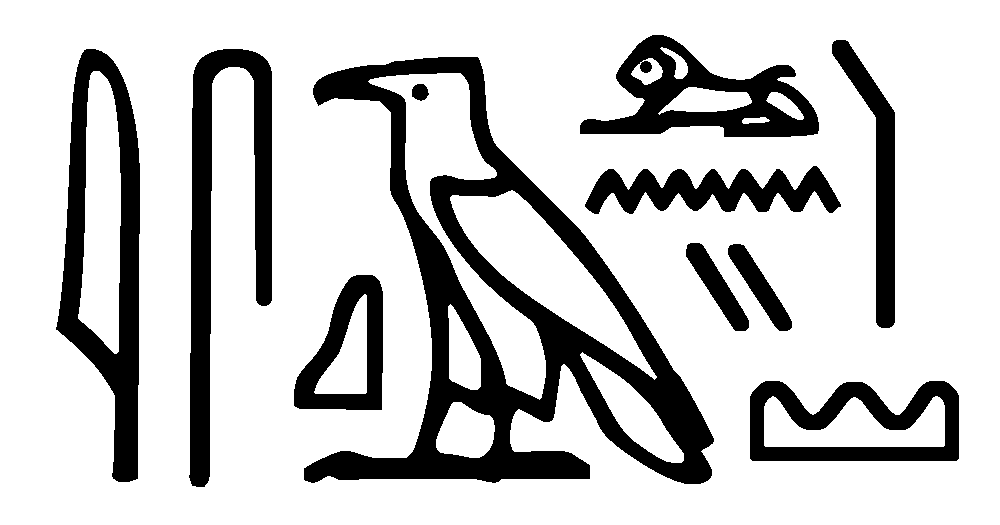
Mention d'Ascalon sur la stèle de Mérenptah (Jsḳȝr(w)ny) accompagné des déterminatifs de la terre étrangère et de l'ennemi (vers 1200 av. J.-C.).

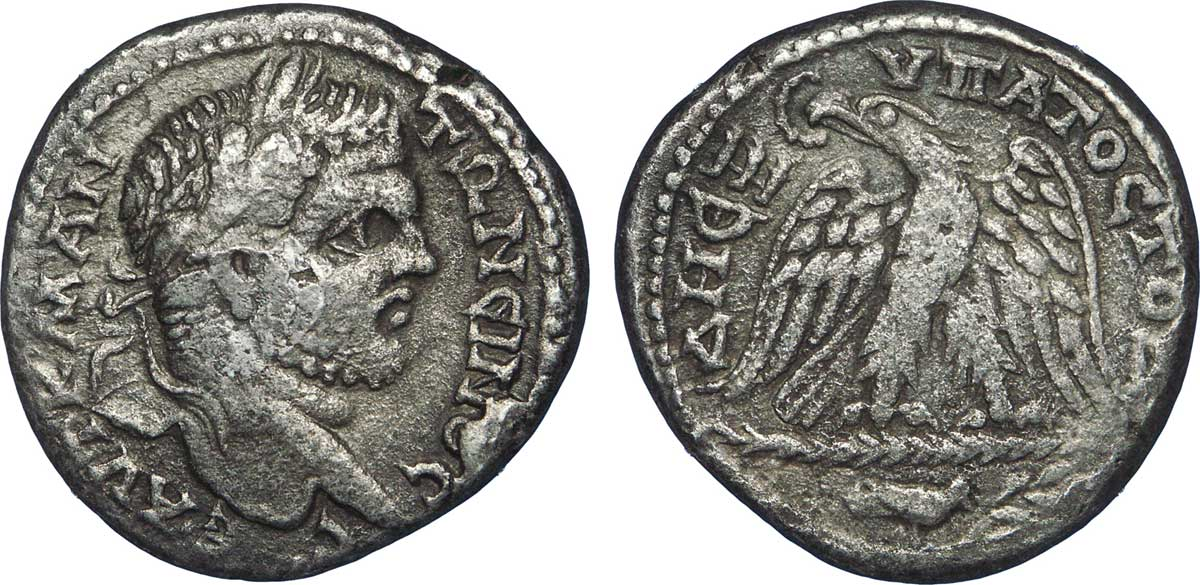
Monnaie frappée en la cité d'Ascalon.

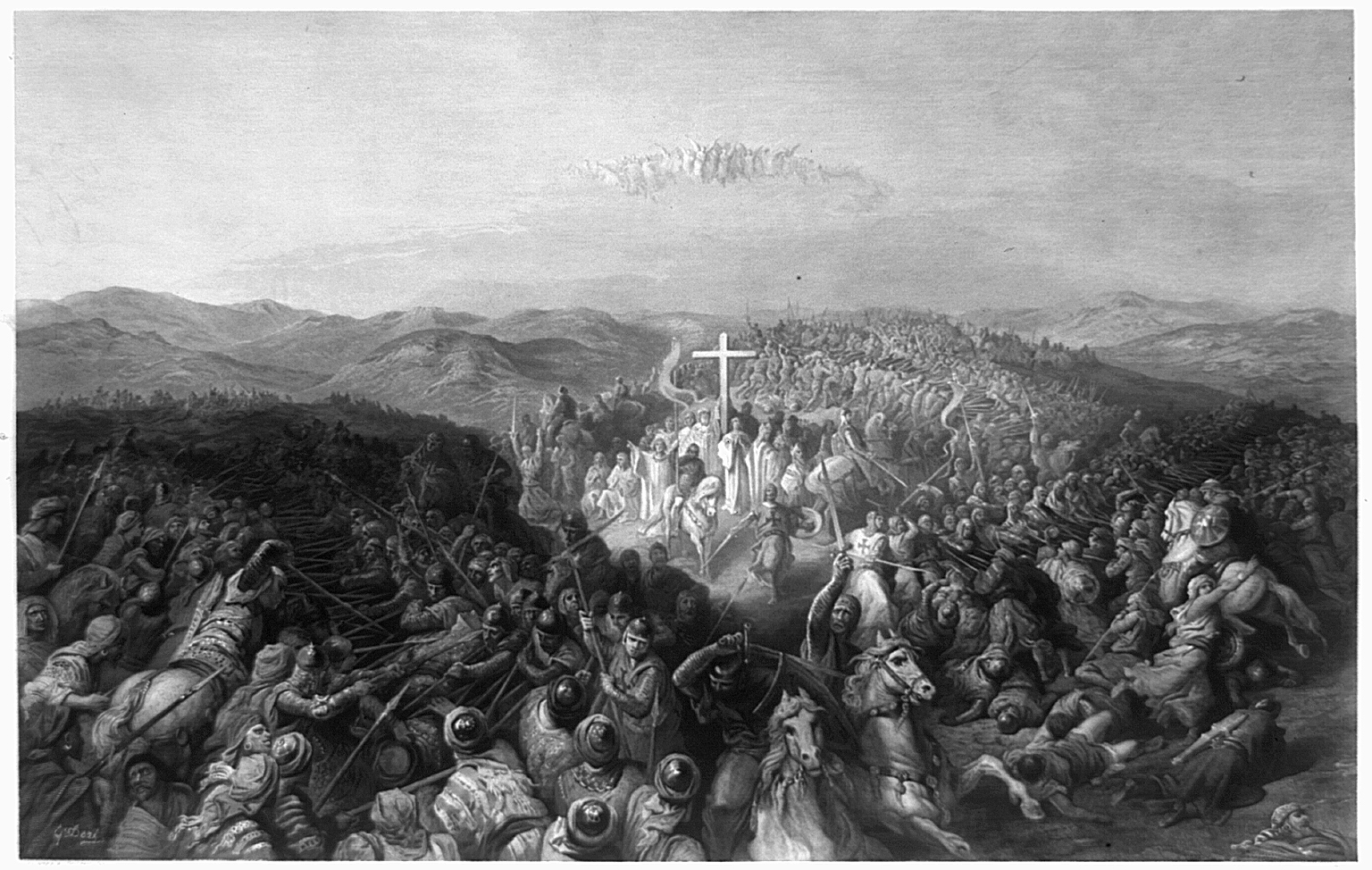
Bataille d'Ascalon (1099).

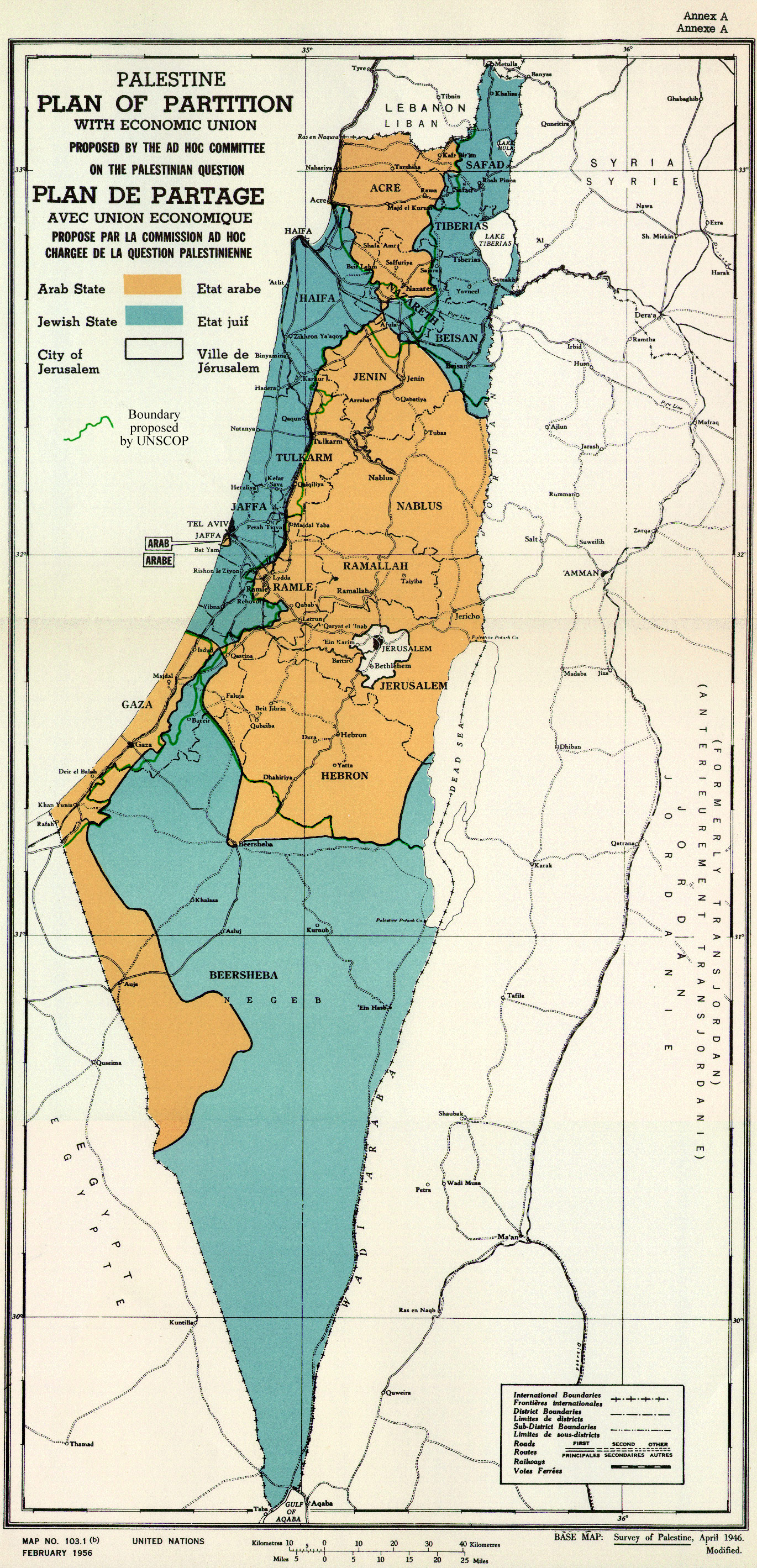
Plan de partage de 1947.

### Antiquité
La ville ancienne d'Ascalon (en) fut une des cinq capitales des Philistins du XIIe au Xe siècle av. J.-C. Le nom d'Ascalon revient assez souvent dans la Bible (par exemple Amos 1, 8).
Ascalon est également le lieu où Samson a détruit le temple des Philistins lors de sa capture à l'aide de ses deux mains, le Parc Samson à Ascalon abrite les ruines de ce temple mythique (source biblique).
Ancienne colonie de Tyr, elle fut embellie par Hérode Ier le Grand (qui y était né), et devint la seconde ville du pays par la grandeur. On y remarquait le temple de Dercéto.

### Moyen Âge
Ascalon est conquise par les Arabes en 638 par le calife Omar ibn al-Khattâb. Elle est occupée par l'émir Muʿawiya Ier, gouverneur de la Syrie et futur calife omeyyade.
En 1098, le calife fatimide Al-Mustansir Billah fait construire un autel commémoratif ou sanctuaire (arabe: مَشْهَد mašhad, lieu d'un martyre) pour y recevoir le crâne de Al-Hussein ibn Ali, troisième imam chiite. Ce crâne aurait été transféré au Caire.
En août 1099, les Croisés, sous le commandement de Godefroy de Bouillon, assiègent la ville. Ils la prennent aux Fatimides en 1102, mais la forteresse résiste jusqu'en 1153. Ce n'est qu'à cette date que la ville est véritablement intégrée au royaume de Jérusalem par Baudouin III de Jérusalem. 
Après l'établissement de l'Empire latin de Constantinople, la bataille navale d'Ascalon en 1126[réf. souhaitée] confirme la domination maritime de Venise sur l'empire byzantin.
La ville est reprise par Saladin en 1187. La forteresse est rasée pour ne pas tomber entre les mains de Richard Cœur de Lion, roi d'Angleterre. Le roi d'Angleterre prend Ascalon et Jaffa, négocie auprès de Saladin le libre accès des pèlerins à Jérusalem et retourne en Angleterre en 1192.
En 1270, le sultan mamelouk Baybars rase complètement la ville.
Reconstruite, la localité arabe, renommée Al-Majdal, était décrite comme un grand village au XVIe siècle, et était néanmoins la sixième plus grande agglomération de Palestine en 1596, avec une population de 2 795 habitants.

### Guerre de 1948

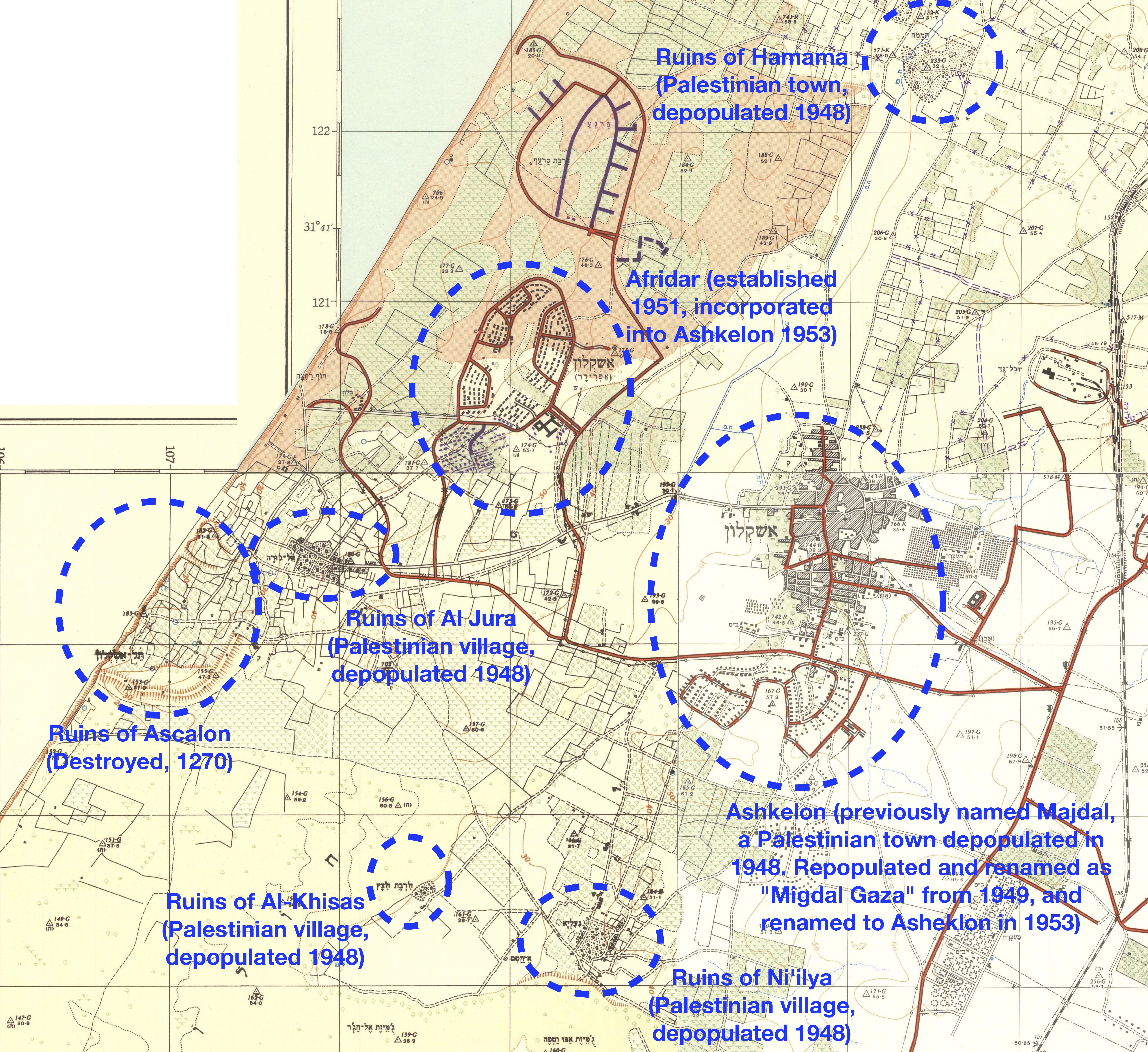
Carte des environs d'Ashkelon dans les années 1950 montrant les positions de Majdal renommée Ashkelon (à l'est) et de l'ancienne Ascalon détruite par les Mamelouks en 1270 (à l'ouest).

L'Égypte ayant rallié le 12 mai 1948 la décision des autres États arabes, prise le 30 avril, d'attaquer Israël au lendemain de sa déclaration d'indépendance, une armée égyptienne entre le 16 mai dans la bande de Gaza. L'invasion avait été précédée de l'envoi en Palestine encore sous administration britannique de volontaires des Frères musulmans, en avril, et de volontaires de l'armée régulière égyptienne le 6 mai. 
Partant le 16 mai d'El-Arich, où les troupes avaient été prépositionnées, les Égyptiens atteignent Majdal le 24 mai et y installent leur quartier général ; le 28 mai ils sont à  Isdud (Ashdod), la limite nord des terres allouées à l'État palestinien prévu par le plan de partage de la Palestine voté par l'Assemblée générale des Nations unies. Entre-temps, du 19 au 23 mai, l'armée égyptienne attaque et détruit le kibboutz Yad Mordechai, fondé en 1943 et situé sur une colline entre Gaza et Majdal. Puis, bifurquant  à l'est, elle s'empare au nord-ouest du Negev de territoires alloués à Israël pour poursuivre jusqu'à Hébron. En juin, elle s'empare du kibboutz Nitzanim entre Majdal and Isdud. 
Après un cessez-le-feu ordonné par le Conseil de sécurité des Nations unies, les hostilités reprennent. Le 15 octobre, les Israéliens envoient un nouveau convoi d'eau, de nourriture et autres provisions pour ravitailler des communautés juives assiégées par des forces égyptiennes au nord du Neguev, les précédents convois humanitaires ayant été bloqués par les Égyptiens en violation de l'accord de cessez-le-feu. Cette fois, les Israéliens lancent l’opération Yoav qui répond au feu. Ses avions bombardent les positions égyptiennes à El-Arich, à Gaza et à Majdal. Au sol, ses bataillons percent et séparent les branches occidentales (côtières) et orientales (collines d'Hébron) de l'armée égyptienne et parviennent à s'emparer de Beit Hanoun, puis Beer-Sheva (21 octobre), Isdud (28 octobre) et Majdad (5 novembre). 
Devant l'avance israélienne, beaucoup des populations arabes s'enfuient vers Gaza ; à Majdal, la brigade Guivati trouve moins d'un millier des dix mille habitants d'origine de la ville, le reste ayant fui. Quant à ceux qui restent, ils reçoivent souvent la permission de rester de la part des chefs de brigade mais ensuite les ordres venus hauts tendent à l'expulsion, d'abord des réfugiés d'autres villages, ensuite, par différents moyens car l'expulsion pure et simple des Arabes ait été exclue pour des raisons politiques, de presque tous les résidents qui n'avaient pas fui. 
À la fin de l’opération Yoav, le 5 novembre 1948, seuls restent 1000 habitants à Al-Majdal. Le général Yigal Allon ordonne leur expulsion, mais le commandant local ne l’exécute pas et la population remonte à 2500 habitants, par des réfugiés revenant, mais aussi des gens fuyant ou expulsés de villages alentour, ; beaucoup sont des vieillards, des femmes et des enfants. L’année suivante, les Arabes sont confinés dans une zone entourée de fils de fer barbelés, camp qu'un auteur juif appelle ghetto,,. Moshe Dayan et le premier ministre David Ben Gourion étaient en faveur de l’expulsion, alors que le Mapam et l’Histadrout s’y opposait. Beaucoup des Arabes de Majdal, qui étaient et se sentaient isolés, voulurent rejoindre leur famille qui avait fui vers la bande de Gaza en 1948, et le gouvernement israélien incita par diverses mesures les Arabes à partir, dont un taux de change favorable, mais aussi en semant la panique par des raids de nuit. Un premier groupe est déporté dans la bande de Gaza en camions le 17 août 1950, exécutant un ordre d’expulsion. La déportation était approuvée par Ben Gourion et Dayan malgré les objections de Pinhas Lavon, secrétaire général de l’Histadrout, qui voyait la ville comme un exemple productif d’opportunités égales. En octobre 1950, vingt familles seulement restaient encore à Majdal, la plupart étant ensuite déplacées à Lydda ou Gaza. Selon les archives israéliennes, 2 333 Arabes ont été déportés à Gaza Strip, 60 en Jordanie et 302 dans d’autres villes d’Israël, quelques uns restant à Ashkelon. Lavon relève que cette opération dissipa « les dernières traces de confiance des Arabes envers Israël, la sincérité de ses déclarations sur la démocratie et l’égalité, et les dernières traces de confiance des travailleurs Arabes envers l’Histadrout ». Sur une plainte égyptienne, la commission d’armistice de 1949 prévoyait que les Arabes de Majdal pourraient revenir en Israël, mais cela n’a pas été fait.
Les logements arabes sont occupés par des Juifs à partir de décembre 1948, mais le processus commença lentement. Le plan national de juin 1949 désigne al-Majdal comme le site d’un futur centre urbain de 20 000 habitants. À partir de juillet 1949, des immigrants et des soldats démobilisés s’installent, augmentant la population juive de 2500 personnes en six mois. Ces premiers immigrants sont pour la plupart des juifs yéménites, d’Afrique du Nord et d’Europe.
Après la guerre israélo-arabe de 1948-1949, les premiers habitants ont été des immigrants et des soldats récemment démobilisés qui ont résidé dans les maisons du village de Majdal, abandonnées pendant le conflit ou évacuées (et appropriées par Israël par la loi sur la propriété des absents), les habitants arabes ayant été transférés ailleurs dans un petit ghetto où ils furent soumis à la loi militaire jusqu’en 1966.
Un camp de transit (en hébreu Ma'abarot) a été établi vers 1950 près de Majdal, le camp de « Migdal Gad », destiné à loger les nouveaux immigrants arrivés des pays musulmans, de Roumanie et de Pologne.
Le camp de transit provisoire est devenu un lieu d'habitation pérenne, une ville de développement, nommée Ashkelon. Le style de construction était celui qui avait cours dans les villes de développement : des blocs longs et gris, beaucoup de béton, et un grand nombre d'appartements dans chaque immeuble. La ville devient célèbre pour son industrie textile.
En 1990, Ashkelon compte 63 000 habitants mais elle accueille au cours des seules années 1990 40 000 nouveaux immigrants.

## Aujourd'hui
Aujourd'hui, Ashkelon est une ville de 130 000 habitants, ce qui la situe à la dernière place parmi les villes israéliennes de taille moyenne, après Ashdod, Beer-Sheva, Petah Tikva, Holon, Netanya, Bnei Brak, Bat Yam et Ramat Gan. La ville connaît des problèmes économiques et un taux de chômage relativement élevé par rapport au reste du pays. Les groupes qui y vivent ont tendance à se distinguer selon des critères ethniques : il y a à Ashkelon un district russe séparé, un district éthiopien, un district géorgien, etc.
Aujourd'hui, certains Palestiniens revendiquent le territoire de la ville israélienne d'Ascalon car elle serait construite à proximité des ruines du village de Al-Majdal (arabe: المَجْدَل) bâti au XVIe siècle et dont la population a fui à la suite de la guerre israélo-arabe de 1948-1949. La ville fut initialement nommée Migdal Gaza, Migdal Gad et Migdal Ashkelon.

## Jumelages
- Aix-en-Provence (France) depuis 1995.
- Baltimore (États-Unis).
- Côte-Saint-Luc (Canada).
- Entebbe (Ouganda).
- Koutaïssi (Géorgie).
- Berlin-Weißensee (Allemagne).
- Portland (Oregon) (États-Unis).
- Sopot (Pologne).
- Xingyang (Chine).
- Ouman (Ukraine) depuis 2010.

## Personnalités
- Antiochos d'Ascalon (130, 127 ou 124-68 av. J.-C.), un scholarque de l'Académie de Platon.
- Dorothée de Gaza, né à Ascalon vers 510.
- Étienne le Sabaïte, né à Ascalon en 725.
- Yaël Abecassis, (1967-), actrice, y est née
- Lior Shamriz (1978-), réalisateur, y est né.
- Michael Ben David (1996-) représentant d'Israël au concours Eurovision de la chanson 2022